# Jim Matheos

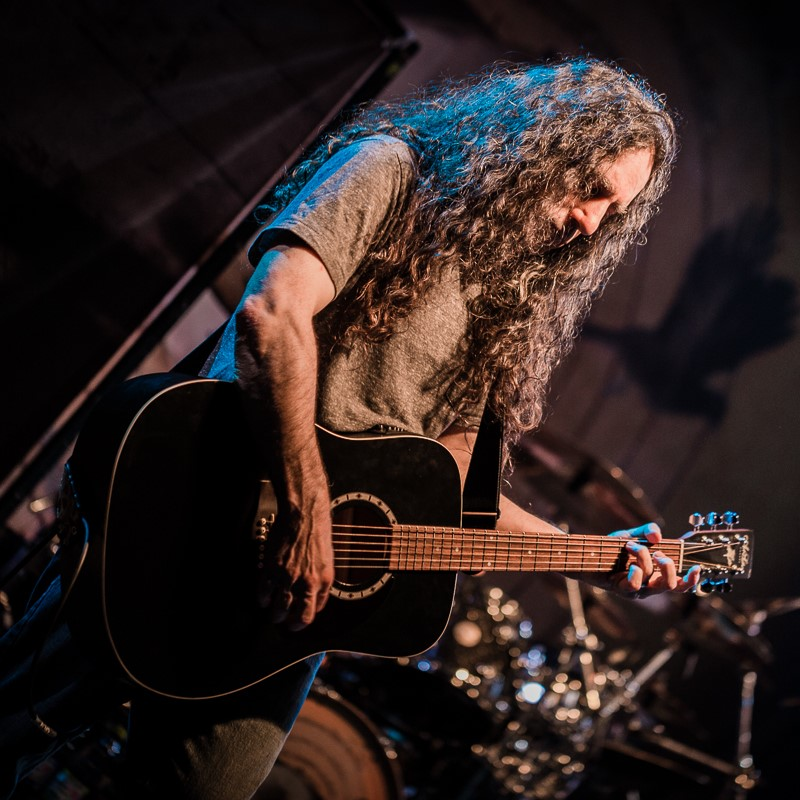
Jim Matheos / Fates Warning (Bratislava, 2017)

Jim Matheos (* 22. listopadu 1962) je americký kytarista a hlavní skladatel progresivní metalové skupiny Fates Warning, ve které je jediným původním stálým členem. Matheos hraje také ve skupině OSI společně s Kevinem Moorem (Chroma Key, ex-Dream Theater), a mnoha dalšími skupinami a umělci.

## Discography

### Fates Warning
- Night on Bröcken (1984)
- The Spectre Within (1985)
- Awaken the Guardian (1986)
- No Exit (1988) (Reissued 2007)
- Perfect Symmetry (1989)
- Parallels (1991)
- Inside Out (1994)
- Chasing Time (1995)
- A Pleasant Shade of Gray (1997)
- Still Life (1998)
- Disconnected (2000)
- FWX (2004)
- Darkness in a Different Light (2013)
- Theories of Flight (2016)

### OSI
- Office of Strategic Influence (2003)
- Free (2006)
- Blood (2009)
- Fire Make Thunder (2012)

### Gordian Knot
- Emergent (2003)

### John Arch
- A Twist of Fate (2003)

### John Arch (Arch/Matheos)
- Sympathetic Resonance (2011)
- Winter Ethereal (2019)

### Memories of Machines
- Warm Winter (2011)

### Sólová alba
- First Impressions (1993)
- Away With Words (1999)
- Halo Effect (2014)